# Dino Ndlovu
Dino Ndlovu (Klerksdorp, 15 febbraio 1990) è un calciatore sudafricano, attaccante svincolato.

## Carriera

### Nazionale
Nel 2009 ha segnato 3 reti in 2 presenze con la nazionale sudafricana Under-23.
Tra il 2012 ed il 2018 ha invece giocato 8 partite in nazionale maggiore, segnandovi anche una rete.

## Palmarès

### Club

#### Competizioni nazionali
- Coppa di Lega sudafricana: 1

SuperSport United: 2014
- Campionato azero: 1

Qarabağ: 2016-2017
- Coppa dell'Azerbaigian: 1

Qarabağ: 2016-2017